# Noche de estreno
Noche de estreno (Opening Night) es una película independiente dramática estadounidense de 1977 escrita y dirigida por John Cassavetes y con actuación de Gena Rowlands, Ben Gazzara, Joan Blondell y el propio Cassavetes. Su trama sigue a una actriz de teatro que, después de presenciar la muerte accidental de uno de sus admiradores, es perseguida por una aparición recurrente de la mujer fallecida, lo que provoca un ataque de nervios y ganas de consumir bebidas alcohólicas con frecuencia mientras se prepara para el estreno de una obra de Broadway.
Aunque ambientada en Connecticut y la ciudad de Nueva York, la película se filmó en locaciones de Los Ángeles y Pasadena, California , y las secuencias de representaciones teatrales se llevaron a cabo en el Auditorio Cívico de Pasadena.

## Argumento
Myrtle Gordon es una famosa actriz de mediana edad que realiza avances de una nueva obra llamada Second Woman antes de su carrera en Broadway. Al salir del teatro después de una actuación, Myrtle firma autógrafos y se encuentra con una fanática obsesiva adolescente, que corre detrás de Myrtle hacia la calle y es atropellada por un coche. Myrtle está inquieta por el incidente, e incluso acude a la shiv'ah de la chica, aunque su familia la recibe con frialdad.
Myrtle lucha por conectarse con el personaje que interpreta en Second Woman y descubre que no tiene ninguna motivación más allá de su edad. En el transcurso de numerosas actuaciones, Myrtle se aleja del guion de la obra de muchas maneras, incluyendo cambiar sus frases, lanzar accesorios por todo el decorado, romper la cuarta pared y desplomarse en el escenario. Esto frustra a otros involucrados en la obra. La escritora, Sarah Goode, intenta obligar a Myrtle a enfrentarse a su edad. Myrtle le admite que ve visiones de Nancy, la adolescente muerta en el accidente automovilístico, que Myrtle considera una proyección de su juventud.
El estado mental de Myrtle se deteriora. Se imagina a Nancy atacándola, y luego se arroja contra las paredes de la habitación de hotel de Sarah, rompiéndose las gafas de sol y cortándose la cara. Después de salir de un ensayo, Myrtle visita al espiritista de Sarah y tiene otro encuentro violento con su visión de Nancy, esta vez luchando y "matando" al fantasma de Nancy. Myrtle intenta seducir a Maurice Aarons, su protagonista y un examante, pero él se niega.
Myrtle no aparece a tiempo para su llamada en la noche de apertura. Cuando finalmente llega, Myrtle está tan borracha que apenas puede ponerse de pie. Con la audiencia cada vez más inquieta, el director Manny Victor exige que el espectáculo continúe. Myrtle lucha por las escenas de apertura del espectáculo, colapsándose antes de su entrada y nuevamente en el escenario. A medida que el espectáculo continúa, Myrtle encuentra algo de ritmo. Al final, ella y Maurice abandonan el guion e improvisan el acto final de la obra, para disgusto de los productores y los aplausos del público.

## Reparto
- Gena Rowlands: Myrtle Gordon
- Ben Gazzara: Manny Victor
- Joan Blondell: Sarah Goode
- Paul Stewart: David Samuels
- Zohra Lampert:[n 1] Dorothy Victor
- John Cassavetes: Maurice Aaron's
- John Tuell: Gus Simmons
- Laura Johnson:[n 2] Nancy Stein
- Lady Rowlands: Melva Drake
- Ray Powells: Jimmy
- Louise Fitch[n 3] (como Louise Lewis): Kelly
- Fred Draper: Leo
- Katherine Cassavetes: Vivian
- Eleanor Zee: Sylvia Stein
- Meade Roberts: Edie Stein
- Briana Carver: Lena
- Carol Warren: Carla
- Angelo Grisanti: Charlie

## Estreno

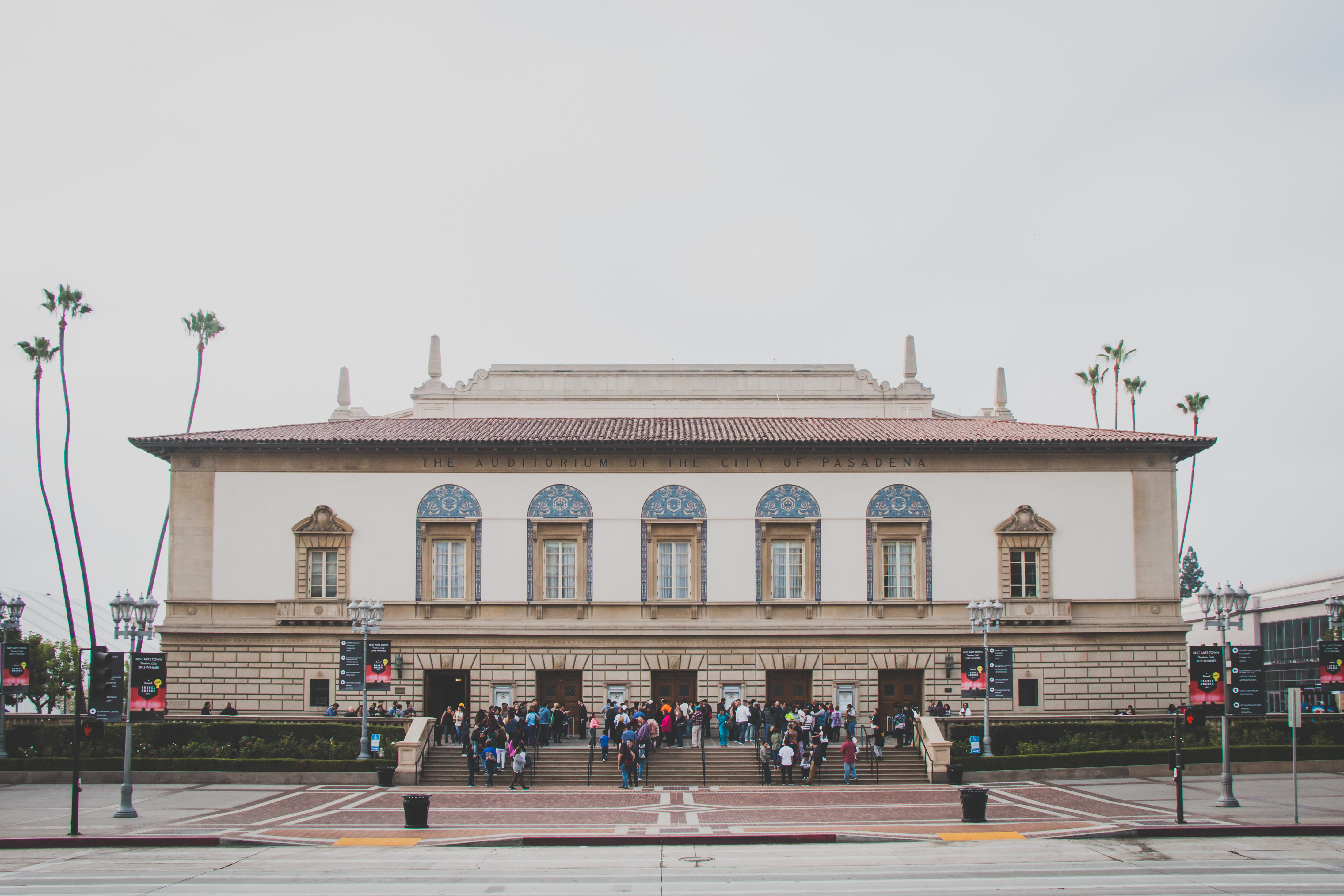
El rodaje tuvo lugar en el Auditorio cívico de Pasadena.

Al igual que con sus películas anteriores, Cassavetes tuvo problemas para distribuir Opening Night en los Estados Unidos. Después de una serie de proyecciones previas, se estrenó el 25 de diciembre de 1977 en el Fox Wilshire Theatre, en Los Ángeles, con la sala casi siempre vacía, y desapareció de la cartelera en febrero sin haberse exhibido comercialmente en ningún otro lugar. Las proyecciones en la ciudad de Nueva York en marzo fueron igualmente ignoradas. La película fue recogida por un distribuidor estadounidense en 1991, dos años después de la muerte de Cassavetes.
En 1978, concursó en el 28.° Festival Internacional de Cine de Berlín, donde Gena Rowlands ganó el Oso de Plata a la Mejor Actriz. La película también fue seleccionada para competir por el Oso de oro, el máximo galardón de dicho festival. Además, Rowlands fue nominada en la categoría de Mejor Actriz de Drama y Joan Blondell en la categoría de Mejor Actriz de Reparto en los Premios Globos de Oro.
La película se proyectó fuera de concurso en el Festival de Cine de Cannes de 1992.

## Recepción
Opening Night fue mal acogida por la crítica en Estados Unidos en su lanzamiento. La reseña de Variety, que apareció después de un pase para la prensa, concluía: «Uno debe preguntarse si alguien más que un puñado de cinéfilos estará interesado en el esfuerzo, si el público no ha tenido bastante ya de los personajes de Cassavetes. Ha hecho películas así antes y pocos parecieron interesados en ellos». Cuando se estrenó en Nueva York, la película no tuvo una sola crítica en la mayoría de los periódicos y revistas.
La película fue mejor recibida en Europa, y su reputación ha mejorado desde su lanzamiento inicial. Actualmente tiene una calificación de 96% "fresco" en Rotten Tomatoes de 26 comentarios; el consenso dice: «Opening Night es tan densa y difícil como uno esperaría de John Cassavetes, pero ni siquiera los detractores del director podrán negar el poder de la interpretación de Gena Rowlands».

## En la cultura popular
Jessica Pratt citó la película como una influencia en su álbum Quiet Signs y tituló la primera pista instrumental "Opening Night". Al describir su reacción a la película después de verla en una proyección, dijo: “A veces, cuando ves una película, especialmente una película emocional y angustiosa como esa, puede hervir a fuego lento en tu subconsciente por un tiempo. Definitivamente hizo eso por mí”.
Pedro Almodóvar repite la escena del accidente, como centro del conflicto dramático, en Todo sobre mi madre.